# Čondon
Il Čondon è un fiume della Russia siberiana nordorientale (Repubblica Autonoma della Jacuzia), tributario del mare di Laptev.
Nasce dal versante settentrionale della catena dei monti del Selennjach, percorrendo successivamente, con direzione prevalentemente nordorientale, la parte occidentale del bassopiano della Jana e dell'Indigirka, in un territorio piatto e punteggiato da circa 6.600 laghi (che coprono una superficie complessiva di quasi 500 km²); sfocia nella parte orientale del mare di Laptev, nell'insenatura alla quale ha dato il nome (golfo del Čondon). I maggiori tributari ricevuti sono il Buor-Jurjach dalla sinistra idrografica, la Ygannja, il Dodomo e la Nučča dalla destra.
A causa del clima molto rigido subartico, le sue acque sono gelate, in media, nel periodo tra la fine di settembre o i primi di ottobre e i primi di giugno.
Nella zona della foce è discretamente sviluppata l'attività peschereccia, a causa dell'abbondanza di specie ittiche (omul, muksun, coregone bianco, nelma).